# Anker Herfstbok
Anker Herfstbok was een Belgisch bier. Het bier werd gebrouwen door Brouwerij Het Anker te Mechelen.
Anker Herfstbok is een amberkleurig bokbier van hoge gisting met een alcoholpercentage van 6,5%. Het wort heeft een densiteit van 15° Plato. Het bier werd gelanceerd in 2003 en was vooral bestemd voor de Nederlandse markt. Het bier wordt anno 2017 niet meer gebrouwen.